# Chamaecrista wittei
Chamaecrista wittei är en ärtväxtart som först beskrevs av Jean H.P.A. Ghesquière, och fick sitt nu gällande namn av John Michael Lock. Chamaecrista wittei ingår i släktet Chamaecrista och familjen ärtväxter. Inga underarter finns listade i Catalogue of Life.